# Romualdo Pacheco
José Antonio Romualdo Pacheco, Jr., född 31 oktober 1831 i Santa Barbara, död 23 januari 1899 i Oakland, var en amerikansk politiker och den 12:e guvernören i delstaten Kalifornien från februari till december 1875.

## Biografi
Pacheco inledde sin politiska karriär som demokrat och valdes till delstatssenaten 1857. Under amerikanska inbördeskriget utsågs han till brigadgeneral i USA:s armé. Han bytte parti till republikanerna och tjänstgjorde som Kaliforniens finansminister 1863–1867. Han var viceguvernör under guvernör Newton Booth och tillträdde som Kaliforniens guvernör när Booth blev ledamot av USA:s senat.
Pacheco var ledamot av USA:s representanthus 1877–1878 och 1879–1883. Han var USA:s minister i Honduras och Guatemala 1891–1893.